# Norbert Gomboš
Norbert Gomboš (Galanta; 13 de agosto de 1990), conocido deportivamente como Norbert Gombos, es un tenista profesional eslovaco.

## Carrera
Su ranking más alto a nivel individual fue el puesto N.º 80, alcanzado el 2 de octubre de 2017. A nivel de dobles alcanzó el puesto Nº 238 el 19 de octubre de 2015.
No ha logrado hasta el momento títulos del circuito ATP, aunque sí ha obtenido 2 títulos individuales en el circuito ATP Challenger Tour, y 3 títulos individuales y 1 en dobles en la categoría Futures.

### 2014
A finales de febrero tuvo una buena participación en el Challenger La Manche, disputado en la norteña ciudad francesa de Cherburgo-Octeville, perdió en la final ante el favorito de casa y primer cabeza de serie Kenny de Schepper. De Schepper se impuso por 3-6, 6-2, 6-3. En el mes de junio se le escapó otra final, esta vez fue en el Challenger de Prostějov perdiendo ante el checo Jiří Veselý por un doble 2-6.

## Títulos ATP Challenger (7; 7+0)

### Individuales (7)
| N.° | Fecha                   | Torneo                   | Superficie    | Oponente en la final | Resultado           |
| --- | ----------------------- | ------------------------ | ------------- | -------------------- | ------------------- |
| 1.  | 1 de marzo de 2015      | Challenger de Cherburgo  | Dura (i)      | Benoît Paire         | 6-1, 7-6(4)         |
| 2.  | 13 de junio de 2015     | Challenger de Praga      | Tierra batida | Albert Montañés      | 7-6(5), 5-7, 7-6(2) |
| 3.  | 23 de octubre de 2016   | Challenger de Brest      | Dura (i)      | Yannik Reuter        | 7-5, 6-2            |
| 4.  | 13 de noviembre de 2016 | Challenger de Bratislava | Dura (i)      | Marius Copil         | 7-6(8), 4-6, 6-3    |
| 5.  | 1 de octubre de 2017    | Challenger de Orléans    | Dura (i)      | Julien Benneteau     | 6-3, 5-7, 6-3       |
| 6.  | 23 de junio de 2019     | Challenger de Bratislava | Tierra batida | Attila Balazs        | 6-3, 3-6, 6-2       |
| 7.  | 14 de julio de 2019     | Challenger de Winnipeg   | Dura          | Brayden Schnur       | 7-6(3), 6-3         |